# Удружење новинара Републике Српске
Удружење новинара Републике Српске (УНРС) асоцијација је новинара и медијских радника Републике Српске, основана 1996. године у Бањој Луци.

## Историјат
Први предсједник Удружења, основаног 1996. године, био је Бранислав Божић, под чијим је вођством УНРС постао пуноправан члан Свјетске федерације новинара. Удружење је организовало бројне активности којима је побољшало положај новинара у Српској и међународно афирмисало њену новинарску заједницу. Остварило је одличну сарадњу са Удружењем новинара Србије чији су чланови дали немјерљив допринос оснивању најважнијих медија Републике Српске почетком деведесетих. Удружење је помагало основању нових медија у Српској и, у границама могућности, штитило новинарска и људска права колега из медија који су били под снажним ударом појединих домаћих моћника и представника међународне заједнице. У постратним годинама УНРС је допринио уклањању говора мржње из медија Републике Српске и Федерације БиХ, а за вријеме НАТО-агресије на СР Југославију колегама из Србије помогао да, дјелимично, разбију медијску изолацију.
Године 2011. за новог предсједника УНРС-а је изабран Драган Јеринић. Он је претходно био на челу Независног удружења новинара Републике Српске, једног од оснивача Удружења „БХ новинари” Незадовољан третманом новинара из Републике Српске, и односом тог удружења према Републици Српској, НУН РС је прихватио принципе Удружења новинара Републике Српске које је све вријеме инсистирало на самосталности у односу на федерална удружења.
Уједињено, под називом Удружење новинара Републике Српске, знатно је повећало број активности. У том периоду огранизовано је неколико округлих столова, помогло доношењу важних аката, јавним иступима и мирним окупљањима чланова указивало на кршења права својих колега у конкретним предметима.
Удружење је функционисало до 2014. године, кад Јеринић подноси оставку. Тад наступа петогодишњи период неактивности УНРС-а и ширења мреже „БХ новинара” у Српској.
Група новинара, рад УНРС-а обнавља почетком 2019. Након иницијативне сједнице у марту, 20. априла на Обновитељској скупштини изабрано је ново руководство. За предсједника је изабран Милорад Лабус. Залаже за стручна усавршавања, заштиту права новинара и јачање њиховог економско-социјалног статуса. У чланству Удружења су представници већине медија Српске, територијална заступљеност у органима руковођења је загарантована.

## Организација
Удружење новинара Републике Српске представља и заступа предсједник Удружења који је уједно и предсједник Управног одбора. Органи УНРС су: Скупштина, Управни одбор, Вијеће новинарске части и Надзорни одбор. Скупштину чине сви новинари и медијски радници који су попунили приступницу и обавезали се на поштовање програмских начела и етичког кодекса УНРС-а. Управни одбор чини девет чланова.
Предсједник Удружења и Управног одбора је Милорад Лабус (banjaluka.com), а потпредсједник је Данијел Симић (Фронтал). Предсједник Скупштине је Бранимир Ђуричић (РТРС).

## Активности
Реактивирано Удружење је 26. јуна организовало веома успјешну дебату о теми: Полицајци и новинари на јавним скуповима — права и обавезе. Из дебате су произашли закључци који би требало да смање неспоразуме новинара и полицајаца на мјестима догађаја.
Руководство је најавило да ће наредном периоду, између осталог, додатно омасовити чланство, организовати бројне обуке и конференције, продубити традиционално добру сарадњу са Удружењем новинара Србије и, након периода мировања, активирати чланство УНРС-а у Европској и Свјетској федерацији новинара.